# Greg Berlanti
Greg Berlanti, né le 24 mai 1972 à Rye (État de New York), est un producteur, scénariste et réalisateur de télévision américain.

## Biographie
Greg Berlanti est le fils d'Eugène Berlanti et Barbara Moller Berlanti.
Il a étudié à l'université de NorthWestern.

## Filmographie
Sauf indication contraire, les informations mentionnées dans cette section peuvent être confirmées par la base de données cinématographiques IMDb,  présente dans la section « Liens externes ».

### Cinéma
| Années | Titre                                                                | Réalisateur | Scénariste | Producteur |
| ------ | -------------------------------------------------------------------- | ----------- | ---------- | ---------- |
| 2000   | Le Club des cœurs brisés (The Broken Hearts Club: A Romantic Comedy) | ✔️          | ✔️         | ❌         |
| 2010   | Bébé mode d'emploi (Life as We Know It)                              | ✔️          | ❌         | ❌         |
| 2011   | Green Lantern                                                        | ❌          | ✔️         | ✔️         |
| 2012   | La Colère des Titans (Wrath of the Titans)                           | ❌          | ✔️         | ❌         |
| 2018   | Love, Simon                                                          | ✔️          | ❌         | ❌         |
| 2024   | To The Moon (Fly Me to the Moon)                                     | ✔️          | ❌         | ❌         |

Producteur uniquement
- 2011 : Green Lantern : Les Chevaliers de l'Émeraude (Green Lantern: Emerald Knights) de Christopher Berkeley, Lauren Montgomery et Jay Oliva
- 2015 : Pan de Joe Wright
- 2020 : Unpregnant de Rachel Goldenberg
- 2020 : Deathstroke: Knights & Dragons - Le film (Deathstroke: Knights & Dragons - The Movie) de Sung Jin Ahn
- 2021 : Free Guy de Shawn Levy
- 2022 : Moonshot de Chris Winterbauer
- 2022 : My Policeman de Michael Grandage
- 2023 : Rock Hudson: All That Heaven Allowed de Stephen Kijak
- 2023 : My Dear F***ing Prince (Red, White & Royal Blue) de Matthew López
- 2024 : Atlas

### Télévision
| Années      | Titre                                          | Création / Développement | Réalisateur | Scénariste | Producteur |
| ----------- | ---------------------------------------------- | ------------------------ | ----------- | ---------- | ---------- |
| 1998-2003   | Dawson (Dawson's Creek)                        | ❌                       | ❌          | ✔️         | ✔️         |
| 2000        | Young Americans                                | ❌                       | ❌          | ✔️         | ❌         |
| 2002-2006   | Everwood                                       | ✔️                       | ❌          | ✔️         | ✔️         |
| 2004-2005   | Jack et Bobby (Jack and Bobby)                 | ✔️                       | ❌          | ✔️         | ✔️         |
| 2006-2008   | Brothers and Sisters                           | ❌                       | ❌          | ✔️         | ✔️         |
| 2008-2009   | Eli Stone                                      | ✔️                       | ❌          | ✔️         | ✔️         |
| 2010-2011   | Super Hero Family (No Ordinary Family)         | ✔️                       | ❌          | ❌         | ✔️         |
| 2012        | Political Animals                              | ✔️                       | ✔️          | ✔️         | ✔️         |
| 2012-2020   | Arrow                                          | ✔️                       | ❌          | ✔️         | ✔️         |
| 2013-2014   | The Tomorrow People                            | ✔️                       | ❌          | ✔️         | ✔️         |
| 2014-2023   | Flash (The Flash)                              | ✔️                       | ❌          | ✔️         | ✔️         |
| 2015-2021   | Supergirl                                      | ✔️                       | ❌          | ✔️         | ✔️         |
| 2016-2022   | Legends of Tomorrow (DC's Legends of Tomorrow) | ✔️                       | ❌          | ✔️         | ✔️         |
| depuis 2018 | You                                            | ✔️                       | ❌          | ✔️         | ✔️         |
| 2018-2023   | Titans                                         | ✔️                       | ❌          | ✔️         | ✔️         |
| 2021-2024   | Superman & Lois                                | ✔️                       | ❌          | ✔️         | ✔️         |

Producteur délégué uniquement
- 2007-2009 : Dirty Sexy Money
- 2013 : Un flic d'exception (Golden Boy)
- 2014-2016 : Les Mystères de Laura (The Mysteries of Laura)
- 2015-2020 : Blindspot
- 2015 : Vixen (web-série)
- 2017-2023 : Riverdale
- 2017-2018 : Freedom Fighters: The Ray (web-série)
- 2018-2021 : Black Lightning
- 2018 : Cameron Black : L'Illusionniste (Deception)
- 2018-2020 : God Friended Me
- depuis 2018 : All American
- 2018-2020 : Les Nouvelles Aventures de Sabrina (Chilling Adventures of Sabrina)
- depuis 2019 : Doom Patrol
- 2019 : The Red Line
- 2019-2022 : Batwoman
- 2019-2021 : Prodigal Son
- 2020 : Deathstroke: Knights & Dragons (web-série)
- 2020 : Katy Keene
- 2020 : Helter Skelter: An American Myth
- 2020 : Equal
- 2020-2022 : Stargirl
- 2020-2022 : The Flight Attendant
- 2021-2022 : Kung Fu
- depuis 2022 : All American: Homecoming
- 2023 : Gotham Knights

## Rythme de production
Toujours considéré comme un producteur prolifique, Greg Berlanti atteint un record personnel avec six séries différentes sur trois chaînes de diffusion pour la saison 2015/2016 : NBC avec Blindspot et Les Mystères de Laura, CBS avec Supergirl et enfin The CW avec Arrow, Flash et enfin Legends of Tomorrow,. Ce record personnel monte à 11 séries en cours de production ou de développement en 2018, avec les séries super-héroïques Arrow, Flash, Legends of Tomorrow, Supergirl, Black Lightning et Titans, mais aussi Riverdale et Katy Keene pour The CW, Les Nouvelles Aventures de Sabrina pour Netflix, Blindspot pour NBC, Cameron Black : L'Illusionniste pour ABC et You pour Lifetime. Le record est de nouveau battu en 2019, avec un total de 18 séries produites sur cinq plate-formes (All American et Batwoman pour la CW, Doom Patrol et Stargirl sur DC Universe, Prodigal Son sur la Fox, la mini-série The Red Line sur CBS, en plus des 11 séries précédentes).